# CAGE FORCE EX -eastern bound- (2009年2月)
CAGE FORCE EX -eastern bound-（ケージ・フォース・イーエックス イースタン・バウンド）は、日本の総合格闘技団体「CAGE FORCE」の大会の一つ。2009年2月28日、埼玉県所沢市の所沢市民体育館で開催された。

## 大会概要
メインイベントではCAGE FORCEライト級チャンピオンシップが行われ、王者廣田瑞人がライト級キング・オブ・パンクラシスト井上克也に引き分けながら初防衛に成功した。

## 試合結果

### プレリミナリー・ファイト
プレリミナリー・ファイト バンタム級 3分3R
○  西村広和 vs.  田口亮 ×
2R 2:15 TKO（レフェリーストップ）

### VALKYRIE提供試合
第1試合 女子バンタム級 ヴァルキリールール 3分3R
△  村浪真穂 vs.  永易加代 △
3R終了 判定0-0
第2試合 女子ライト級 ヴァルキリールール 3分3R
○  佐々木絹加 vs.  真武和恵 ×
3R終了 判定2-0

### 本戦カード
第1試合 ライト級 3分3R
△  宮崎直人 vs.  小知和普 △
3R終了 判定1-1
第2試合 ライト級 3分3R
△  高橋"Bancho"良明 vs.  安藤晃司 △
3R終了 判定0-0
第3試合 バンタム級 3分3R
○  根津優太 vs.  小塚誠司 ×
1R 2:39 KO（右ハイキック）
第4試合 ウェルター級 3分3R
○  九十九勇作 vs.  高木健太 ×
3R終了 判定3-0
第5試合 ミドル級 5分3R
○  藤井陸平 vs.  大類宗次朗 ×
3R終了 判定3-0
第6試合 ライト級 5分3R
△  永田克彦 vs.  金原泰義 △
3R終了 判定0-0
第7試合 ライト級 5分3R
○  児山佳宏 vs.  鹿又智成 ×
3R終了 判定3-0
第8試合 CAGE FORCEライト級チャンピオンシップ 5分3R
△  廣田瑞人 vs.  井上克也 △
3R終了 判定1-1
※廣田が王座の初防衛に成功。